# Aïn Makhlouf
Aïn Makhlouf, anciennement Renier, est une commune de la wilaya de Guelma en Algérie.

## Toponymie
La ville durant la période de l'Algérie française portait le nom de Renier. À partir de 1962, elle reprend son nom actuel et originel.